# エア・ウィスコンシン965便墜落事故
エア・ウィスコンシン965便墜落事故（エア・ウィスコンシン965びんついらくじこ）は、1980年6月12日に発生した航空事故である。
アップルトン国際空港発リンカーン空港行きだったエア・ウィスコンシン965便（フェアチャイルド SA226-TC メトロⅡ ）が、リンカーン空港への着陸進入中に豪雨に遭遇した。それにより両エンジンがフレームアウトし、パイロットはコントロールを失った。機体はほぼ水平な姿勢で墜落し、乗員乗客15人中13人が死亡した。この事故はエア・ウィスコンシンが起こしたものとしては最悪の事故だった。

## 事故機と乗員

### 事故機
事故機のフェアチャイルド SA226-TC メトロⅡ （N650S）は1976年に初飛行を行っており、事故までの総飛行時間は8,055時間だった。また、墜落以前に不具合は報告されておらず、調査でも機体の故障などの証拠は発見されなかった。メトロⅡとしては、事故当時は最も死者数が多い事故であった。また、2019年現在では4番目に死者数が多い事故である。

### 乗員
機長は37歳男性で総飛行時間は8,391時間、うち同型機では6,000時間の経験があった。副操縦士は28歳男性で総飛行時間4,063時間、うち同型機では143時間の経験があった:56。

## 事故の経緯
965便は12時45分にアップルトン国際空港を離陸した。経由地のミネアポリス・セントポール国際空港には14時02分に到着し、14時20分にリンカーン空港へ向け離陸した:2-7。

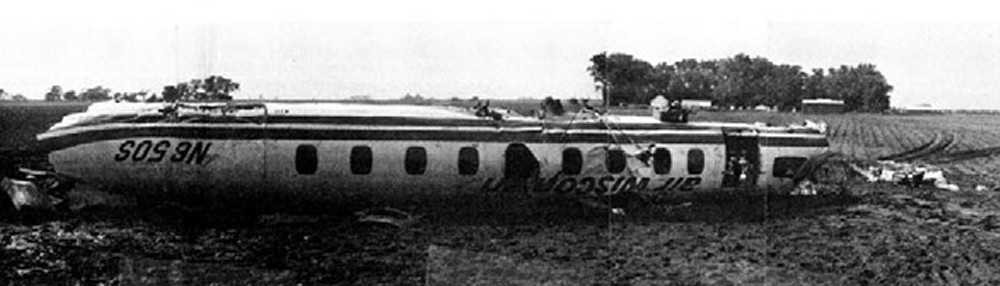
事故機の残骸

巡航高度の12,000フィート (3,700 m)を飛行中、中程度の乱気流と雨雲に遭遇したため、8,000フィート (2,400 m)まで降下した。15時36分、オマハレーダー進入管制が965便に6,000フィート (1,800 m)までの降下を許可した。降下中に965便は豪雨に遭遇し、両エンジンがフレームアウトした。エンジンは再起動されたが、パイロットは機体の姿勢を回復できずに、機首を僅かに下げた状態で地表に激突した。機体はバウンドし、288フィート (88 m)先の地表に再び激突し、1,022フィート (312 m)滑って停止した:2-7。

## 事故原因

### 事故原因
1980年12月9日、国家運輸安全委員会（NTSB）は最終報告書を発行した。報告書では管制官が激しい降雨を警告できなかったことが事故原因だと結論付けられた。また、豪雨により機体に搭載されていたレーダーが正しい降雨量を測定できず、パイロットは雨が激しい地域へ向かって飛行していることに気づかなかった。加えて、豪雨により両エンジンが停止したとき、パイロットはエンジンを再始動させるまでの間、適切な飛行姿勢を維持できなかった。

### 安全勧告
NTSBは15個の安全勧告を発行した。内容は以下の通り。
- NWS気象レーダーの航空管制施設へほ設置[7]。
- クリーブランド管制でのNWS気象レーダーの試験運用の計画[8]。
- NWS気象レーダーとそれの内容を適切に表示する仕組みの開発[9]。
- 新しい気象レーダー及び管制レーダーの開発促進[10]。
- 航空路交通管制センターの設置[11]。
- 新たな気象分析装置の実験プログラムの実行[12]。
- 管制官とウェザー・コーディネーター間の引き継ぎ内容及び状態の再確認[13]。
- 航空管制の専門家による事故報告書の内容確認[14]。
- 管制官らによる気象条件による影響の評価、及びそれに基づく飛行経路の調整[15]。
- 飛行訓練に雨に伴うエンジンの能力低下を組み込むこと[16]。
- 定員が10人以上の航空機への非常口設置の義務付け[17]。
- SIGMETの送信管理手順の評価、及び追加手順の発行[18]。
- センター・ウェザー・サービス・ユニットに関する基準の設定[19]。
- 航空管制に影響を与えると思われる気象情報の提供[20]。